# ごっどちゃんず
『ごっどちゃんず』は、ユキヲによる日本の漫画。『コミックキューン』（KADOKAWA）にて2017年（平成29年）10月号から2020年（令和2年）4月号まで連載された。
本作は、神であるごっどちゃんの世界（通称：ごっパラ）で暮らすことになった人間・萌蘖大地（ほうげつ だいち）の学園生活を描いたコメディ漫画。なお、登場する神は元が男神であっても華やかで可愛らしい少女として描かれている。

## 登場キャラクター
萌蘖 大地（ほうげつ だいち）
本作の主人公。ごっどちゃんの王であるガイアの命によってごっパラにやって来た人間。人間なので奇跡を操ることはできないが、ガイアの加護を受けているため、生半端な奇跡は通用しない。真面目で素直な性格ゆえ、ゼウス達3バカの言動に振り回されることが多い。記憶喪失（思う出そうとすると急激な眠気に襲われる）であるほか、クリーチャーを一喝して追い払ったり、ガイアに関する詮索に対して無意識に警告したり（本人は自覚はない）と謎の部分が多く、ハーデスからは本当に人間なのかと疑われている。
ゼウス
非常にポジティブでおバカなごっどちゃん。雷の神で雷を操る。基本的にわがままで悪知恵を働かせることが多いが、面倒見がよかったりすぐに土下座する等、根っからの悪人ではない。やや要領が悪い。ガイアが大地に最初に出した課題「全裸の状態からごっどちゃんを倒して制服を手に入れよう」のせいで下着姿で登校する羽目になったが、お詫びの品である信玄餅を見て直ぐに大地に懐いて強引に同室に暮らすことにした。
ポセイドン
ゼウスやハーデスと行動を共にするごっどちゃん。水の神で水を操りマーメイドに変身して水中を自由に移動する。耳の部分が魚の胸鰭の様な形状をしたグラマラスな体型をしている美少女。一見清楚で優しい印象だが、ズルを働いた相手に対して説教をしておきながら（場合によっては体罰を伴う）自分もズルをしたり、実は露出狂（変態）だったりとある意味ゼウスより危険な性格の持ち主。
ハーデス
ゼウスやポセイドンと行動を共にするごっどちゃん。闇の神で姿を消すことができる。3人の中で1番背が低く彼女だけ黒を基調とした制服を着ている（他のごっどちゃんは白を基調とした制服を着ている）。ごっどちゃんと人間はあまり交わるべきでないと考えるニヒルな性格で、最初は人間がごっパラで暮らすことに反対であった。その一方で、自分の賢さを自慢したり面白いという理由だけで傍観したり平然と生意気な事を言ったりと辛口な性格で、ゼウスに自分の奇跡の力を馬鹿にされた時は嘘を教えてゼウスが拷問部屋行きになる遠因を作った。
オオヤマツミ
ごっパラ山を管理するごっどちゃん。山の神で木々と会話できる。クリーチャー対策のために作った落とし穴に大地達が落ちた事がきっかけで大地達と知り合った。ポセイドンと違って見た目通りの穏やかな性格で、ゼウス達の言動に振り回される大地に同情することもある。
天照大神
ごっパラの引き篭もりクイーン。太陽の神で太陽と交信することで天候をある程度コントロールできる。彼女もポセイドン同様グラマラスな体型をしている。ネガティブでかなりの恥ずかしがり屋なので80年間も岩戸に引き篭もっていたが、大地達の説得によって再びごっパラ学園に通うことになった。
先生
ごっパラ学園で講師を務めるごっどちゃん。背の低さを気にしており、ゼウス達の悪戯に引っ掛かって銀貨を3枚も池に投げてしまった。可愛い顔つきながら拷問が得意で、専用の拷問部屋を持つ。実はごっどちゃんより先にごっパラに存在していたり本名が不明だったりと、そこそこ謎が多い。
ガイア
ごっどちゃんの王。大地をごっパラ学園に通う人間として選んだ。出生は謎でハーデスも知らない。

## 用語
ごっパラ学園
ごっどちゃんが自分の奇跡の力を磨き世界を創造するために通う学園。学内には寮や食堂などの施設が充実している。
ごっパラ山
その頂上からはごっパラの全てを見渡せると言われる最高峰の美しい山。最近はクリーチャーの目撃情報があり危険も多い。
森の露天風呂
森のある温泉施設で人気スポット。効能は不明。年に一度の「夜の日（太陽が昇らず月も出ないため、ごっとちゃんのエネルギーが低下する）」にはランプの灯りに照らされて幻想的な雰囲気になる。

## 書誌情報
- ユキヲ 『ごっどちゃんず』 KADOKAWA〈MFC キューンシリーズ〉 全2巻。
  1. 2018年（平成30年）7月27日発売、ISBN 978-4-04-069979-0
  2. 2020年（令和2年）7月27日発売、ISBN 978-4-04-064158-4